# Ceroplastodes zavattarii
Ceroplastodes zavattarii är en insektsart som beskrevs av Bellio 1939. Ceroplastodes zavattarii ingår i släktet Ceroplastodes och familjen skålsköldlöss. Inga underarter finns listade i Catalogue of Life.